# 도수초등학교
도수초등학교는 대한민국 경기도 광주시 퇴촌면 도수리에 있는 공립 초등학교이다.

## 학교 연혁
- 1934년 12월 5일 설립인가
- 1935년 10월 1일 도수공립보통학교(4년제) 개교
- 1938년 4월 1일 도수공립심상소학교로 개칭[1]
- 1941년 4월 1일 도수공립국민학교로 개칭[2]
- 1943년 4월 1일 6년제로 연장
- 1981년 3월 10일 병설유치원 개원
- 1996년 3월 1일 도수초등학교로 교명 변경[3]
- 1997년 3월 1일 삼성분교장 분원초등학교로 통폐합
- 2011년 5월 26일 온누리관 개관
- 2018년 9월 1일 제21대 김대수 교장 부임
- 2019년 1월 4일 제81회 졸업장 수여식(졸업생 109명, 총 6,713명)
- 2019년 3월 1일 초등 22학급, 초등특수학급 1학급, 유치원 2학급 편성
- 2019년 9월 1일 초등 25학급, 초등특수학급 1학급, 유치원 2학급 편성
- 2020년 1월 3일 제82회 졸업장 수여식(졸업생 102명, 총 6,815명)
- 2020년 3월 1일 초등 24학급, 초등특수학급 1학급, 유치원 2학급 편성

## 학교 상징
- 우리 학교 교화 - 장미 : 온 세상을 사랑으로 대하고 정성을 다하여 감싸는 도움을 주는 아름다운 마음씨
- 우리 학교 교목 - 소나무 : 한국인으로서 긍지를 갖고 큰 꿈과 굳센 의지로 슬기롭게 자란다.

## 참고 자료
- 도수초등학교 - 한국교육학술정보원 학교알리미